# Основно училище „Св. св. Кирил и Методий“ (Драгоево)
Основно училище „Св. св. Кирил и Методий“ е основно училище в село Драгоево, община Велики Преслав, област Шумен. Разположено е на пл. „Девети септември“ № 2. То е с общинско финансиране. Има статут на средищно училище. Води началото си от ХVIII век като килийно училище, прораства в светско след строежа на новата сграда, завършена през 1880 година. Директор на училището е Росица Казакова – Капра.

## История
За просветното дело в Драгоево обширно изследване е направила Дарина Маркишка-Мишлякова. Тя посочва, че по сведения на румънския историк В. А. Урекя, в чиято книга за историята на образованието от ХVІІ – ХІХ век. е отпечатан текстът на един хрисовул от 19 юни 1792 г., в Драгоево е имало килийно училище. Точното название на документа е:
| „ | Хрисовул на училището в с. Драгойкьой, на пътя за Цариград, където има конак и подслон за големците и други служители …, в което село живеят само православни българи, които поддържат непоклатима вярата в източната църква и имат учител в училището. | “ |

По-нататъшните сведения показват, че е съществувало училище, основано около 1750 – 1760 г. По характер е било елино-българско – такива са училищата през втората половина на ХVІІІ и началото на ХІХ в. Около 1845 г. училището приема светски характер и в него идват ученици от Смядово и околните села.
Първата училищна сграда е от 1851 г. и се е състояла от две стаи. Намирала се е в двора на църквата „Света Параскева“. До построяването на училище в Драгоево обучението се е водело в самата църковна сграда.
Един от първите учители в Драгоево е даскал Рафаил Георгиев от Жеравна, учителствал в селото през 1847 – 1848 г. Първият местен учител в Драгоево е поп Лазар Ганушев. Той е бил свещеник и учител в селото от 1858 – 1874 г. Учебното дело, както и в цяло Шуменско, е било солидно подпомагано от народния благодетел Маринчо Бенли и от д-р Петър Берон, които периодично изпращали парични и други помощи.
През 1880 г. е построена нова училищна сграда с четири класни стаи. През 1898 – 1899 г. се пристроява ново крило към училищната сграда с още две класни стаи и театрален салон. През 1911 г. читалищният салон се приспособява за класни стаи и се открива прогимназия. Училището бързо нараства и през учебната 1923/24 г. се открива нова учебна сграда. Със заповед на просветното министерство от 14 септември 1926 г., по предложение на главния учител Стефан Маркишки, за патрон на училището е избрано името на видния възрожденец Васил Друмев, който е с драгоевско потекло. В следващите десетилетия броят на учениците нараства. През 1936 г. те са 348. По-късно училището е преименувано на „Св. Св. Кирил и Методий“.
Прогимназията става пълна през 1960 г. с откриването на осми клас. В училището са учили поколения драгоевчани и ученици от околните села. Всички завършващи осмокласници продължават образованието си в средни учебни заведения и много от тях завършват и висше образование. Училището със своите изяви, с участието си в културния живот на селото, с многобройните си постижения дава облик на живота му.
От 1975 г. в бившата сграда на училището се помещава Целодневна детска градина „Славейче“. Има една група.